# Глобальный институт зелёного роста
Глобальный институт зелёного роста (англ. The Global Green Growth Institute; GGGI) — межправительственная организация, штаб-квартира которой расположена в Сеуле, Южная Корея.
По собственным заявлениям, организация способствует зелёному росту, который характеризуется балансированием экономического роста с экологической устойчивостью, и предоставляет техническую поддержку, исследовательские возможности и привлекает заинтересованные стороны к разработке планов зелёного роста, особенно в развивающихся странах.

## История
GGGI был создан в 2010 году президентом Южной Кореи Ли Мён Баком. Изначально это был научный центр, но в 2012 году на саммите Rio+20 в Бразилии он был преобразована в международную организацию.

## Страны-участницы
| - Австралия - Австрия - Азербайджан - Ангола - Антигуа и Барбуда - Бахрейн - Белиз - Бельгия - Бенин - Болгария - Буркина-Фасо - Бурунди - Вануату - Великобритания - Венгрия - Вьетнам - Гайана - Гана - Гватемала - Германия - Гондурас - Греция - Дания - Демократическая Республика Конго - Доминика - Доминиканская Республика - Замбия - Индия - Индонезия - Иордания | - Ирландия - Испания - Италия - Казахстан - Камбоджа - Катар - Кения - Кипр - Китай - Кыргызстан - Кирибати - Колумбия - Коморы - Кот-д’Ивуар - Коста-Рика - Кувейт - Лаос - Латвия - Литва - Люксембург - Мадагаскар - Малави - Мальта - Марокко - Маршалловы Острова - Мексика - Мозамбик - Монголия - Мьянма | - Науру - Непал - Нидерланды - Никарагуа - Ниуэ - Норвегия - ОАЭ - Пакистан - Папуа — Новая Гвинея - Парагвай - Перу - Польша - Португалия - Республика Корея - Руанда - Румыния - Сальвадор - Самоа - Северная Македония - Сенегал - Сент-Люсия - Словакия - Словения - Соломоновы Острова | - Судан - США - Таджикистан - Таиланд - Танзания - Того - Токелау - Тонга - Тувалу - Тунис - Туркменистан - Уганда - Узбекистан - Фиджи - Филиппины - Финляндия - Франция - Хорватия - Чехия - Чили - Швеция - Шри-Ланка - Эквадор - Эстония - Эфиопия - Южный Судан |